# Słomiana (Radwanów)
Słomiana – przysiółek wsi Radwanów w Polsce, położony w województwie świętokrzyskim, w powiecie koneckim, w gminie Słupia Konecka.
W latach 1975–1998 przysiółek administracyjnie należał do województwa kieleckiego.
Wierni Kościoła rzymskokatolickiego należą do parafii św. Wawrzyńca w Lipie.